# Gregorio di Lorenzo

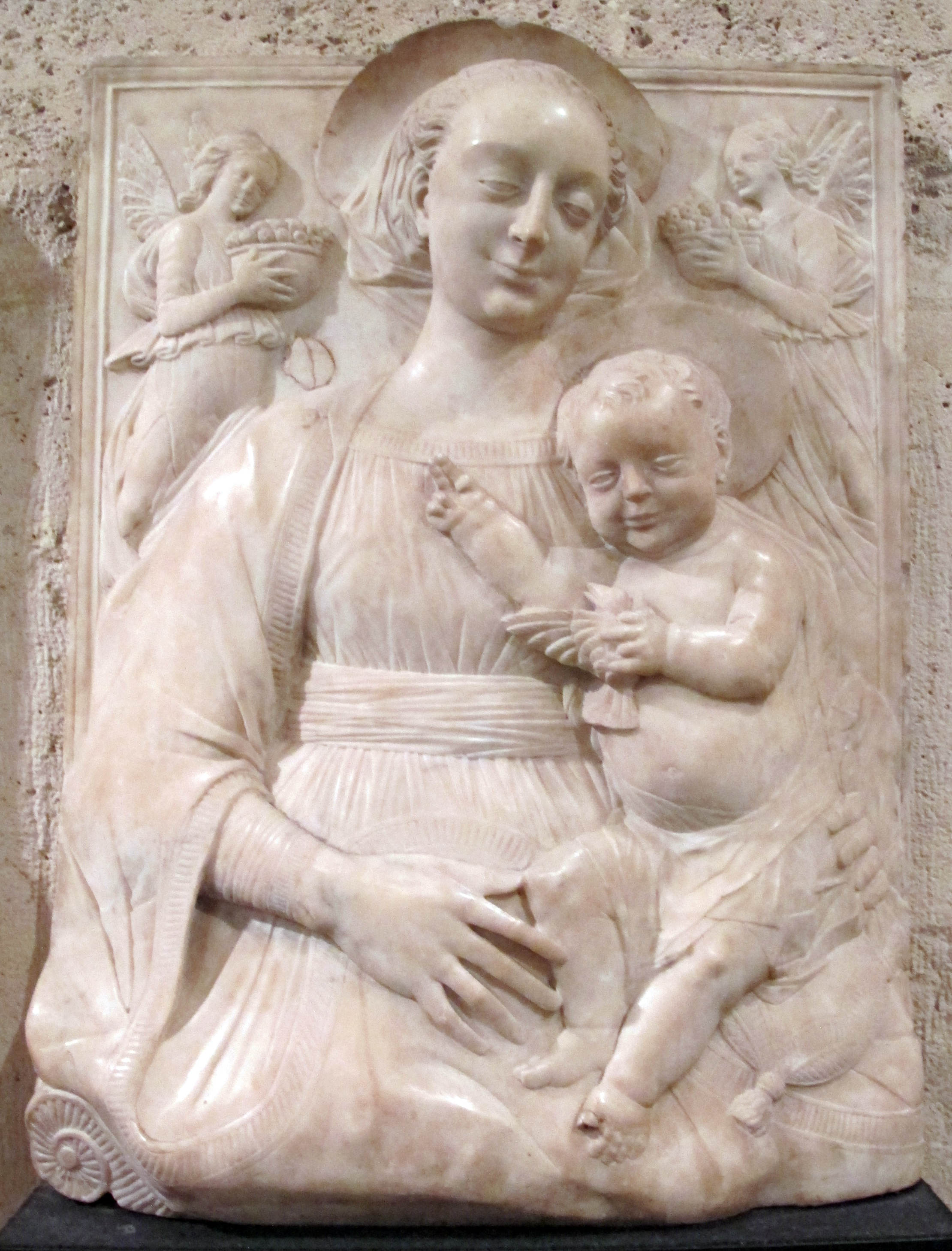
Madonna col Bambino, Louvre

Gregorio di Lorenzo (1436 circa – 1504) è stato uno scultore italiano, già identificato come Maestro delle Madonne di marmo, secondo l'espressione coniata da Wilhelm von Bode.

## Biografia e opere
Documentato a Firenze dal 1455 al 1495, fu un attivo scultore la cui produzione più tipica è appunto quella di rilievi di Madonne col Bambino in uno stile elegante e ornato riconducibile alla lezione di Mino da Fiesole e Desiderio da Settignano. Tipici sono i sorrisi trattenuti dall'aspetto leggermente forzato, gli sguardi "felini", le labbra serrate e le guance gonfie. 
La sua identità è stata chiarita solo recentemente (dopo aver proposto i nomi di Domenico Rosselli, Tommaso Fiamberti e Giovanni Ricci) e gli sono attribuiti vari lavori oggi in vari musei italiani ed esteri. Una sua Madonna col Bambino è nella chiesa di Santo Stefano al Ponte a Firenze, due al Museo Nazionale del Bargello, tre nella Galleria Nazionale delle Marche di Urbino, un'altra al Louvre di Parigi, una alla National Gallery of Australia di Canberra, una al Museum of Art di Columbia (South Carolina) e una ancora alla National Gallery of Canada di Ottawa. Ben sei lavori al Bode-Museum di Berlino.
Un San Giovannino si trova nella National Gallery of Art di Washington e una lunetta della Madonna col Bambino e due angeli è nella Pinacoteca civica di Forlì, insieme con una trabeazione. Il lavabo della Badia Fiesolana è opera di collaborazione con Francesco di Simone Ferrucci, che ne curò il disegno architettonico.
Lavorò anche ad Urbino, dove scolpì alcuni peducci con imprese di Federico da Montefeltro, sfingi, putti e cherubini, in due sale dell'appartamento degli ospiti del Palazzo Ducale. 
A lui si riconducono anche i bassorilievi con il Profilo di Antonino Pio e di Marco Agrippa a Casa Romei di Ferrara, di Adriano al Musée du Louvre di Parigi e di Sulpicio Galba al Seminario vescovile di Rovigo.